# Кордильєра-Оксиденталь (Перу)
Кордильєра-Оксиденталь (ісп. Cordillera Occidental — «західний хребет») — гірський хребет (масив) в Перуанських Андах, що відділяється від решти головних хребтів у вузлі Паско.
Північна частина Кордильєра розділена глибокою вузькою долиною Каєхон-де-Уайлас (Callejón de Huaylas) на дві секції: Кордильєра-Бланка на заході та Кордильєра-Неґра на сході. Між ними на північ у напрямку Тихого океану протікає річка Ріо-Санта. Кордильєра-Бланка є складним високогір'ям з постійно засніженими вершинами, деякі є одними з найвищий в Андах (наприклад, Гуаскаран, 6768 м). Кордильєра-Неґра так названа за меншу висоту та відсутність засніжених вершин.
На широті 10°30' пд. ш. від Кордильєри-Бланка відділяється дуже висока Кордильєра-Уайуаш, що містить другу за висотою вершину Перу — Єрупаха (6617 м). Далі на південь Кордильєра-Оксиденталь має ще 5 гірських груп із засніженими вершинами.